# Cantonul Douvrin
Cantonul Douvrin este un canton din arondismentul Béthune, departamentul Pas-de-Calais, regiunea Nord-Pas-de-Calais, Franța.

## Comune
| Comune                 | Populație (1999) | Cod poștal | Cod INSEE |
| ---------------------- | ---------------- | ---------- | --------- |
| Billy-Berclau          | 4.259            | 62138      | 62132     |
| Douvrin                | 5.431            | 62138      | 62276     |
| Givenchy-lès-la-Bassée | 813              | 62149      | 62373     |
| Haisnes                | 4.357            | 62138      | 62401     |
| Violaines              | 3.577            | 62138      | 62863     |